# Гончаренко, Макар Михайлович
Мака́р Миха́йлович Гончаре́нко (укр. Макар Михайлович Гончаренко; 5 апреля 1912, Киев — 1 апреля 1997, Киев) — советский украинский футболист, нападающий.

## Биография
Родился в бедной рабочей семье. В юности научился ремонтировать и шить обувь и этим зарабатывал на жизнь себе и своим родным. При этом всё свободное время он посвящал футболу.
Карьеру начал в 1929 году в юношеской команде завода «Комуннальник». Чуть позже играл за команду трамвайного завода имени Домбаля. Вскоре перешёл в киевский «Желдор», в основной команде которого появился в 1931 году.
В сентябре 1932 года, по инициативе экс-заместителя начальника ГПУ Киевского округа Сергея Арсентьевича Барминского, переехал в Иваново. Защищал цвета ивановского «Динамо». 3 августа 1933 года стал участником встречи «Динамо» против сборной Турции, в которой динамовцы выиграли со счетом 7:3. Играл в том году и за сборную РСФСР. По итогам 1933 года вошёл в Список 33 лучших футболистов сезона в СССР под № 2 на позиции правого крайнего нападающиего.
Осенью 1934 года вернулся в Киев и продолжил карьеру в местном «Динамо». В 1935 году уже выступал за сборную Киева в чемпионате СССР, в котором участвовали сборные шести городов (забил 3 гола в 5 встречах). В том же году он дебютировал в сборной Украинской ССР.
В 1936, вместе с другими киевскими динамовцами, снялся в кинокартине «Вратарь» в роли футболиста советской команды.
1938 год стал самым успешным в карьере Макара Гончаренко. Он стал лучшим бомбардиром чемпионата СССР (вместе с Александром Пономарёвым), забив 19 мячей в 24 матчах, но при этом не попал в Список 33 лучших футболистов сезона в СССР.
После неудачного сезона 1939, когда в 23 матчах смог отличиться лишь дважды, покинул «Динамо». В 1940 играл за киевский «Локомотив». В 1941 году выступал в составе одесского «Спартака», клуба группы «А». До войны успел сыграть лишь в трёх матчах.
С начала войны — в Киеве. После оккупации Киева немцами жил на Крещатике у тещи, примкнул к спортивному обществу «Рух», который организовал бывший игрок «Желдора» Георгий Швецов. Руховцы лояльно относились к новой власти, что давало возможность легально работать, получать паек, а главное избежать ареста и отправки в Германию.
Вскоре его разыскал Николай Трусевич и предложил перейти на хлебозавод № 1, чтобы играть в организованной при заводе команде «Старт». В итоге, Гончаренко был принят на работу по двору, а также выполнял работу грузчика.
В июне 1942 «Старт» получил разрешение на организацию и проведение товарищеских футбольных матчей в Киеве. 9 августа 1942 участвовал в знаменитом матче, который позже окрестили «матчем смерти». Спустя некоторое время, 18 августа, прямо на рабочем месте, был арестован. Сначала около месяца содержался в одиночной камере гестапо, а в сентябре 1942 г. его перевели в Сырецкий концентрационный лагерь без определённого срока содержания. Там, вместе с М. Свиридовским, в сапожной мастерской на ул. Мельникова, 48 ремонтировал немцам сапоги.
В сентябре 1943 года бежал из лагеря, пробрался домой, но понимая, что скоро начнутся поиски, укрывался у соседей.
После войны Гончаренко прошёл проверку НКВД и получил разрешение вернуться в киевское «Динамо». За команду в 1945 году сыграл в 5 встречах чемпионата страны.
В 1946 году играл за «Пищевик» (Одесса), а в 1947 завершил карьеру в клубе «Спартак» (Херсон).
После завершения карьеры работал тренером в Одессе, Сумах, Львове, Херсоне, Киеве (ДЮСШ СКА). В 1962 году тренировал «Авангард» (Жёлтые Воды).
Скончался 1 апреля 1997 года на 85-м году жизни. Похоронен на Берковецком кладбище.

## Достижения

### Командные
«Текстильщик»
- Серебряный призёр чемпионата РСФСР: 1934

«Динамо» (Киев)
- Чемпион Украинской ССР: 1936 (весна)
- Обладатель Кубка Украинской ССР: 1937, 1938
- Серебряный призёр чемпионата СССР: 1936 (весна)
- Бронзовый призёр чемпионата СССР: 1937

### Личные
- Лучший бомбардир чемпионата СССР: 1938 (20)[3]
- В спискaх «33 лучших футболистов СССР»: 1933 — № 2

## Память
В сентябре 1964 года (по другим данным, в 1965 году в канун 20-летия Победы) Указом Президиума Верховного Совета СССР награждён медалью «За боевые заслуги». При этом в указе, опубликованном 10 сентября 1964 в газете «Правда» (№ 254) практически у всех были изменены инициалы — М. И. Гончаренко.
13 октября 1962 года Китевский горсовет наградил его медалью медалью «За оборону Киева» в соответствии с решением Киевского обкома КПУ как участника «подпольно-патриотической группы».